# Marktbreit
Marktbreit település Németországban, azon belül Bajorországban. Lakosainak száma 3961 fő (2023. december 31.).

## Népesség
A település népessége az elmúlt években az alábbi módon változott:
| Lakosok száma | 2210 | 3299 | 3248 | 3669 | 3620 | 3725 | 3757 | 3861 | 4004 | 3961 |
|               | 1875 | 1950 | 1975 | 1987 | 2012 | 2014 | 2016 | 2017 | 2021 | 2023 |